# Петен (департман)
Петен (шп. Petén), један од 22 департмана у Гватемали, обухвата северни део земље.

## Географија
Петен обухвата најсевернији део Гватемале. На северу и западу граничи се са Мексиком, а на истоку са Белизеом. У средишту департмана налази се слатководно језеро Петен Ица, а око њега је Петенски басен, широка равница прекривена густом тропском кишном шумом, која се протеже и у јужни део мексичке државе Кампече. Главни град департмана је Флорес, који се налази на острву у језеру Петен Ица.

## Историја
Петенски басен сматра се колевком цивилизације Маја. Ту се налази и Тикал, један од главних центара класичне цивилизације Маја. Краљевство Петен Ица, са престоницом Тајсал на острву у језеру Петен (на месту данашњег Флореса), било је независна држава Ица Маја у посткласичном периоду (1460-1697). Била је то последња независна држава Маја, која је пала под шпанску власт тек 1697. године.